# Фиркирхен (Горња Баварска)
Фиркирхен (њем. Vierkirchen) град је у њемачкој савезној држави Баварска. Једно је од 17 општинских средишта округа Дахау. Према процјени из 2010. у граду је живјело 4.292 становника. Посједује регионалну шифру (AGS) 9174150.

## Географски и демографски подаци
Фиркирхен се налази у савезној држави Баварска у округу Дахау. Град се налази на надморској висини од 490 метара. Површина општине износи 19,4 km². У самом граду је, према процјени из 2010. године, живјело 4.292 становника. Просјечна густина становништва износи 221 становника/km².

## Међународна сарадња
| Мјесто   | Држава  | Врста сарадње | Од    |
| -------- | ------- | ------------- | ----- |
| Ђеназано | Италија | партнерство   | 2000. |
| Извор    |         |               |       |